# Sphinx tête de mort
Pour les articles homonymes, voir Atropos (homonymie).
Acherontia atropos
Espèce
Le Sphinx tête de mort (Acherontia atropos) est une espèce de lépidoptères de la famille des Sphingidae. Principalement présent en Europe, en Afrique et au Moyen-Orient, ce grand papillon migrateur est connu pour le motif de son thorax qui évoque une tête de mort.

## Description

### Papillon
Comme tous les Sphingidae, l'imago du Sphinx tête de mort est un papillon au corps massif fusiforme, aux antennes plumeuses et aux ailes repliées à plat en « toit » sur l'abdomen selon un angle caractéristique. L'adulte présente une marque caractéristique rappelant la forme d'une tête de mort sur la partie dorsale du thorax densément couvert de poils, alors que les segments de son abdomen, tout aussi poilus, sont noirs et jaunes à la manière d'un gros frelon.
C'est le lépidoptère européen le plus lourd (15 g pour une femelle adulte)[réf. souhaitée] et le plus grand que l'on puisse rencontrer en Europe après le Grand Paon de nuit. Son corps mesure environ 6 cm pour une envergure moyenne de 13 cm.

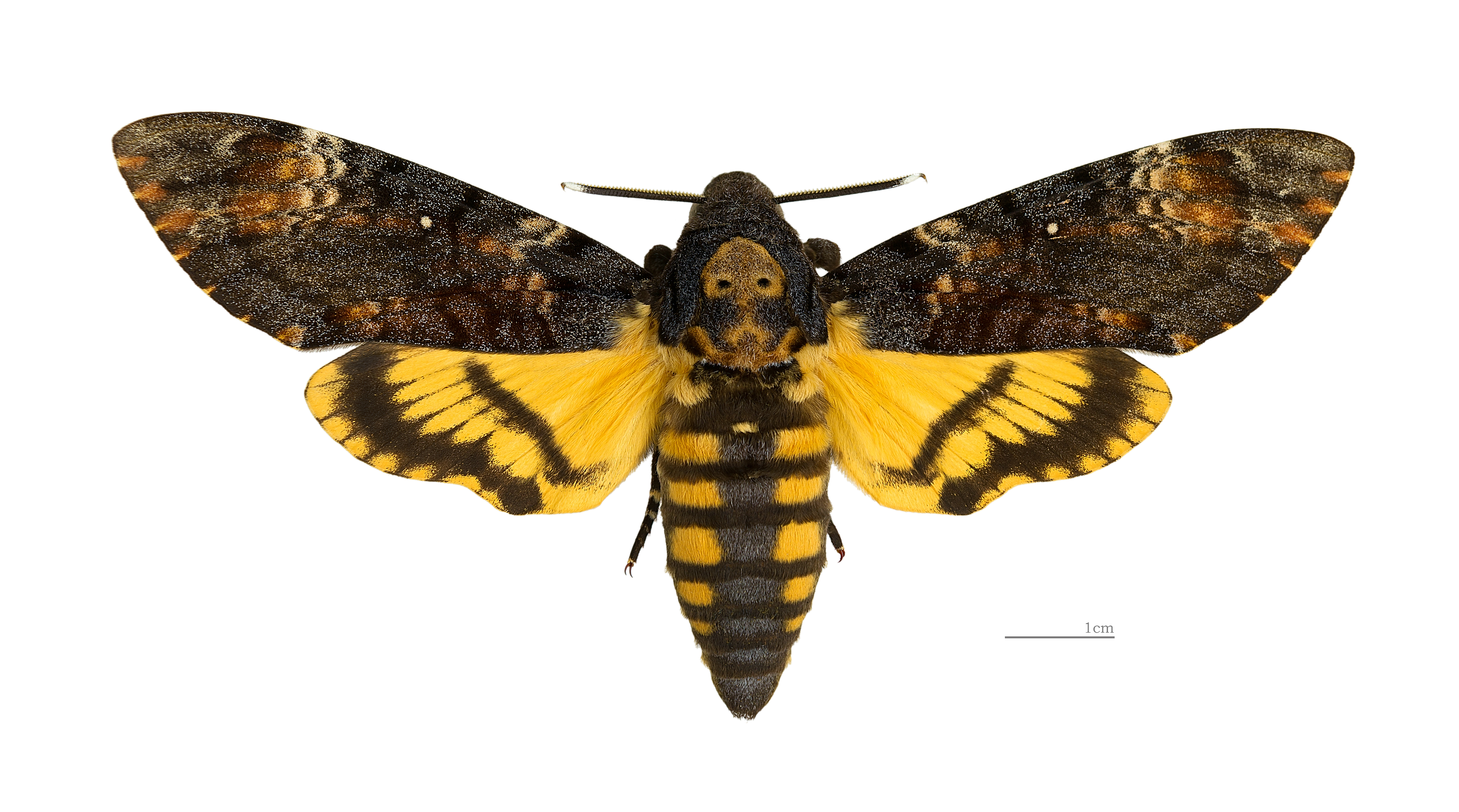
Sphinx "tête de mort" - ♀, vue dorsale - MHNT
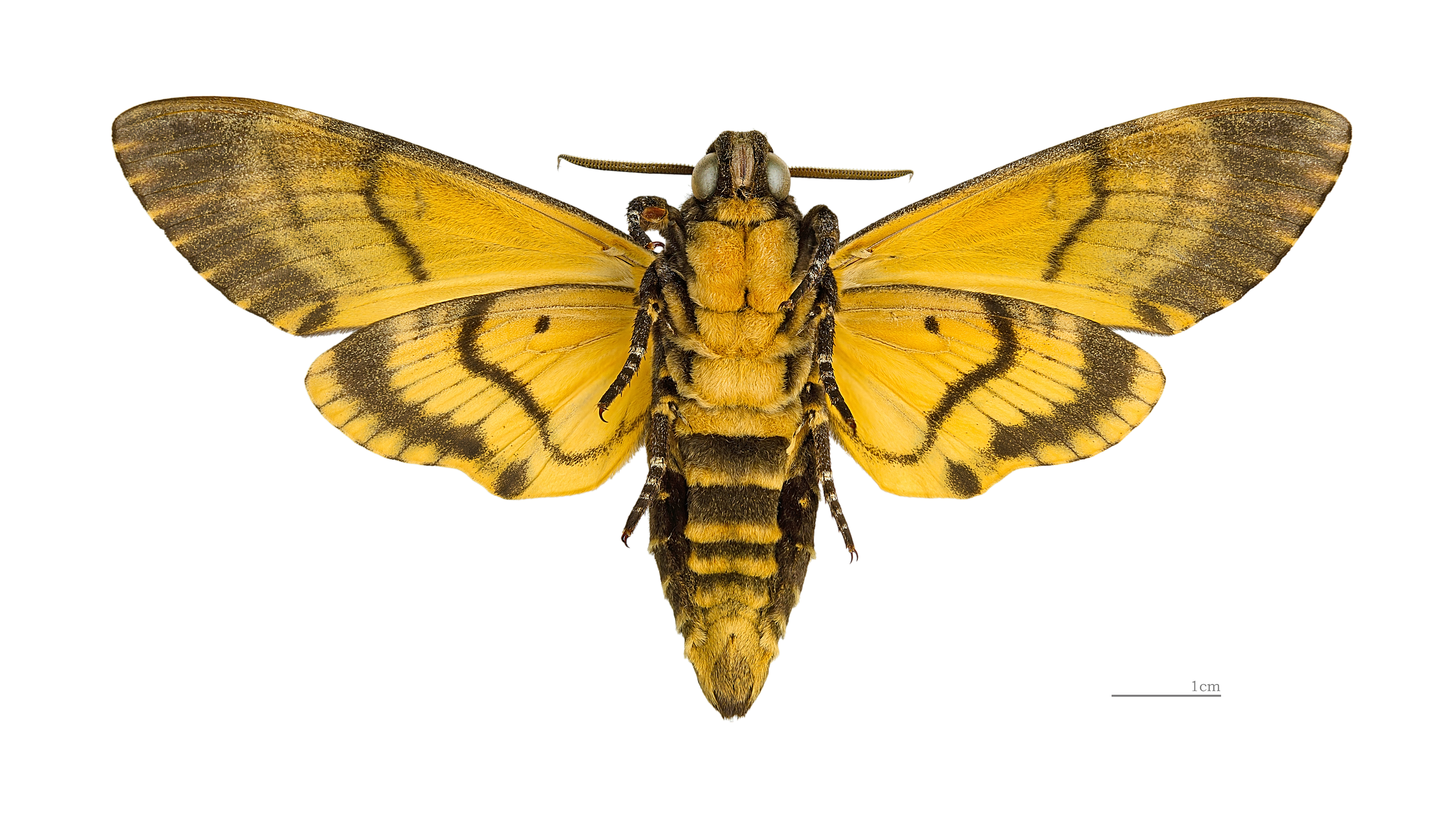
Acherontia atropos  - ♀ △ - Muséum de Toulouse
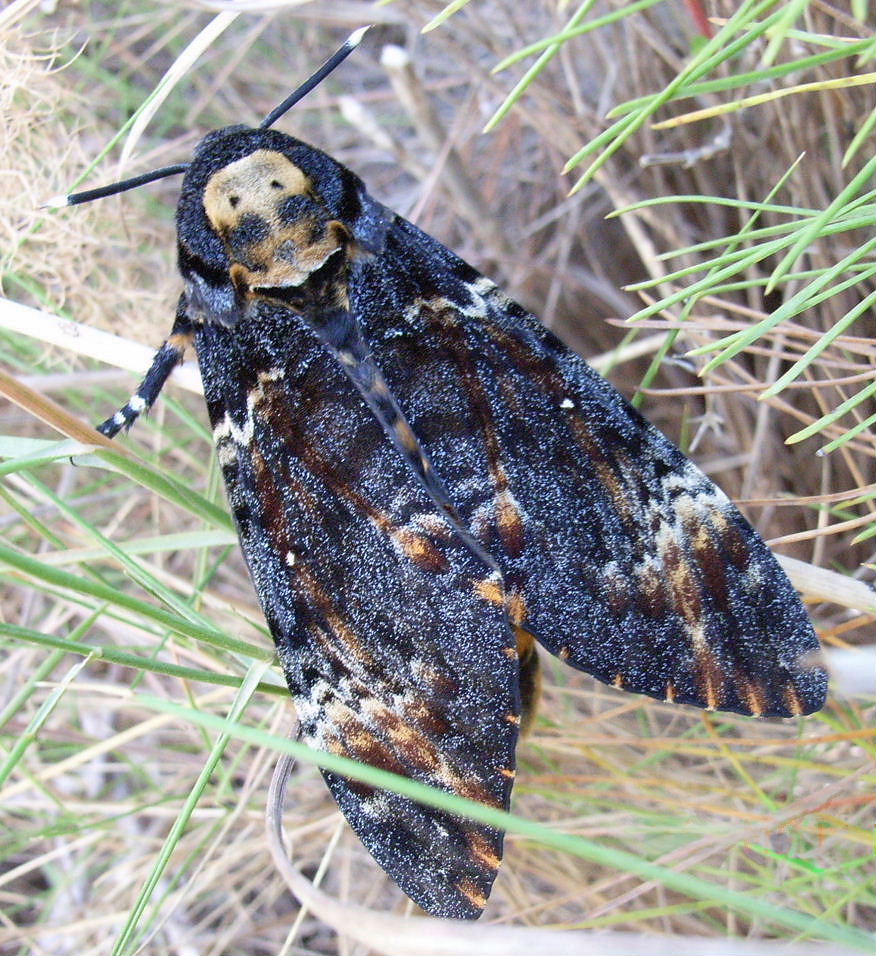
Position physiologique à terre
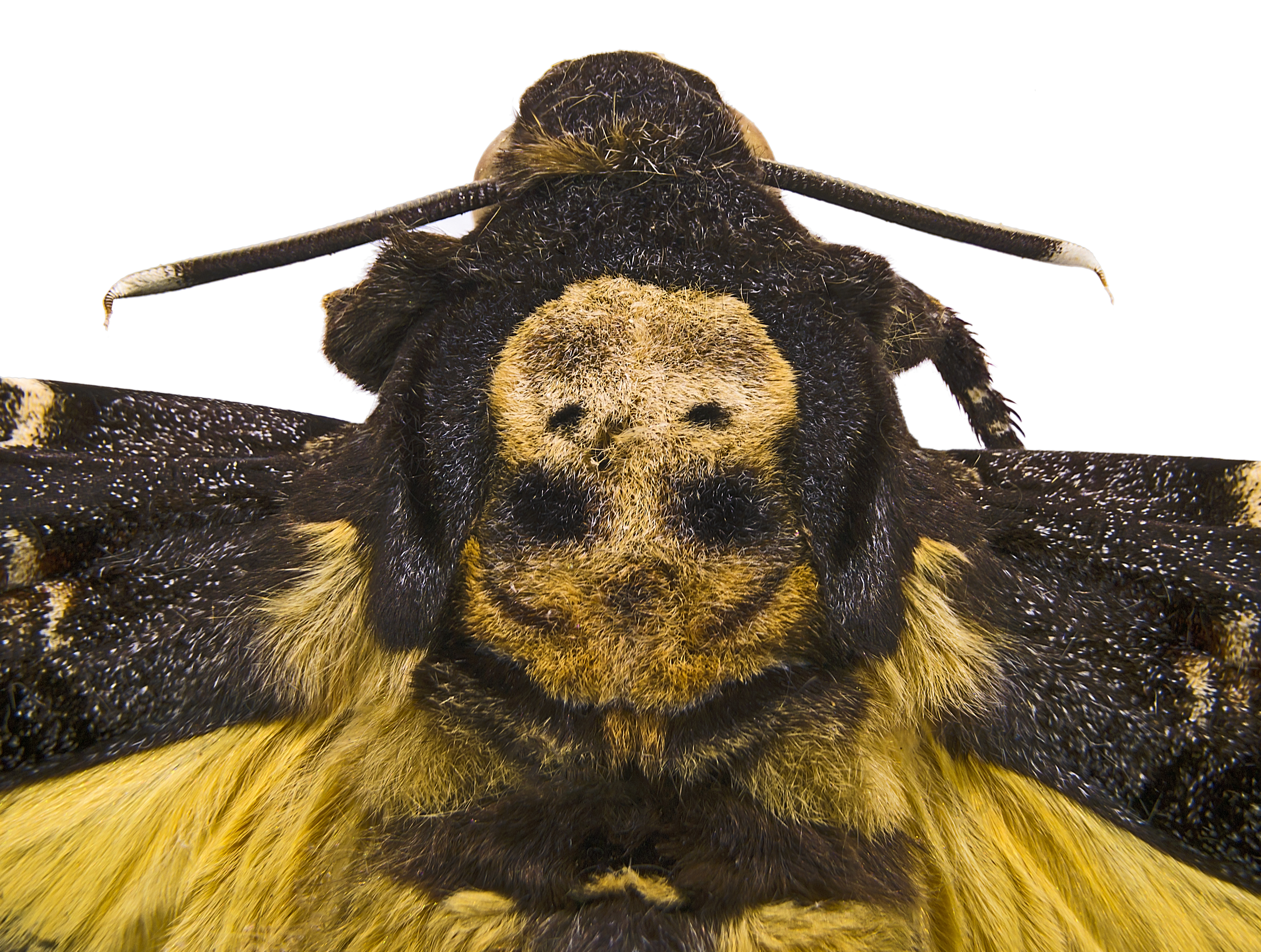
Marque dorsale - MHNT

### Chenille et chrysalide
Les chenilles se distinguent par leurs V bleus dorsaux. Elles possèdent une corne (scolus) à l'extrémité de l'abdomen, sur le huitième segment. Elles peuvent être de trois variétés chromatiques : 
- La plus fréquente est jaune citron à jaune verdâtre avec sept stries latérales obliques bleues soulignées de blanc sont de couleur vert bleu (Image 1).
- Une autre est vert pâle avec les stries soulignées de jaunes (Image 2).
- La dernière est brune, la face dorsale du thorax est blanche et de nombreuses petites taches annulaires blanches. C'est la plus rare des formes (Image 3).

Très grosses, elles atteignent 15 cm de longueur, et consomment de juillet à octobre diverses Solanacées, principalement le feuillage de la pomme de terre, où de grosses crottes signent leur présence. Elles s'enterrent, comme beaucoup de chenilles de la famille des sphingidés, pour se transformer en chrysalides dans le sol.
Les chenilles possèdent des soies minuscules et pratiquement invisibles.
La chrysalide est brun foncé tirant sur le rouge, avec un aspect laqué.

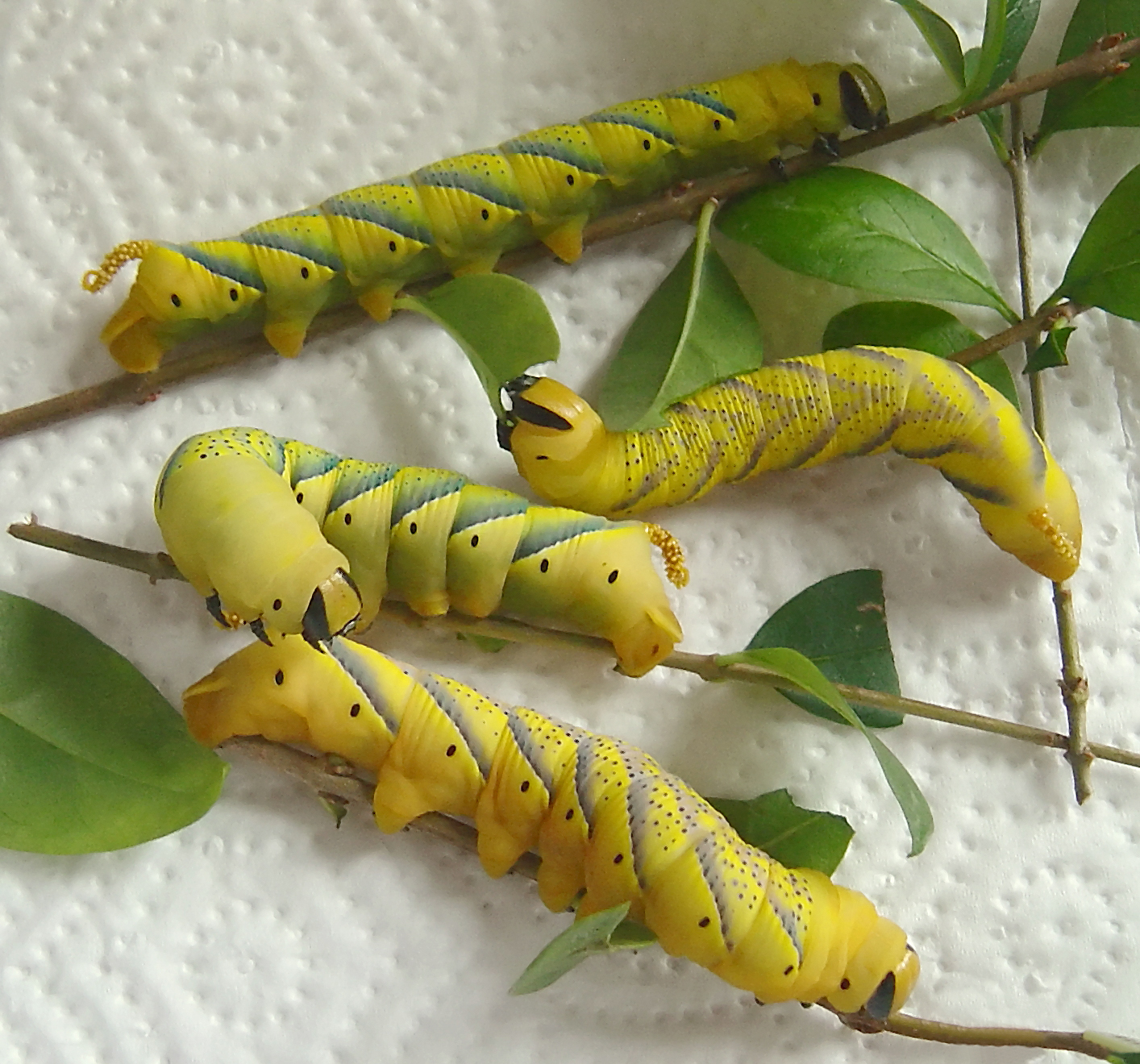
Variante chromatique jaune en stade terminal
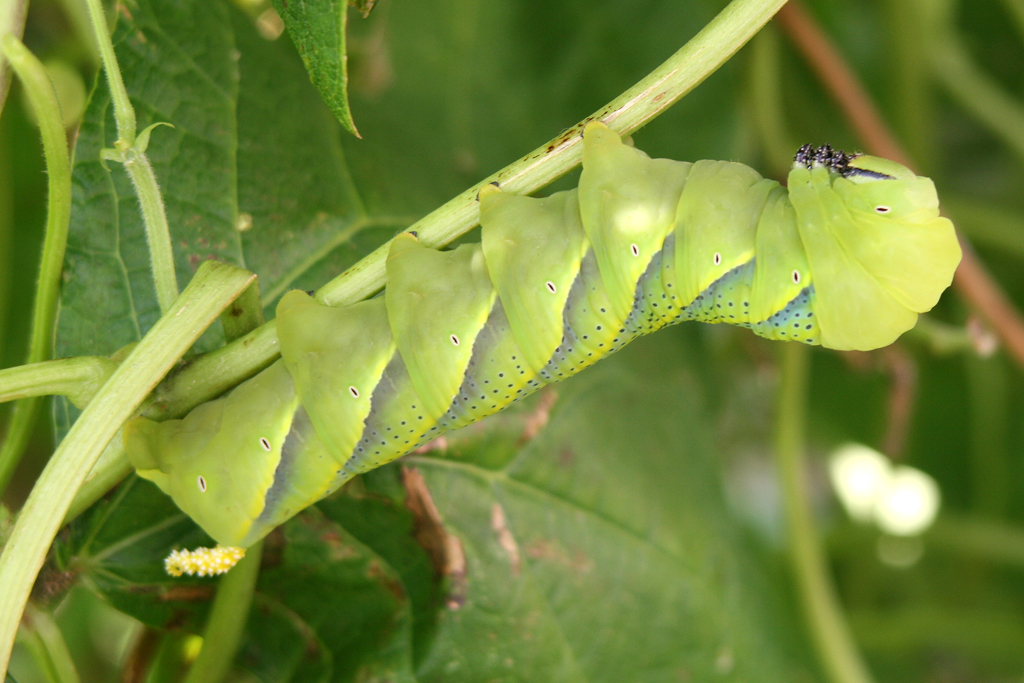
Variante chromatique verte de la chenille en posture sphinx
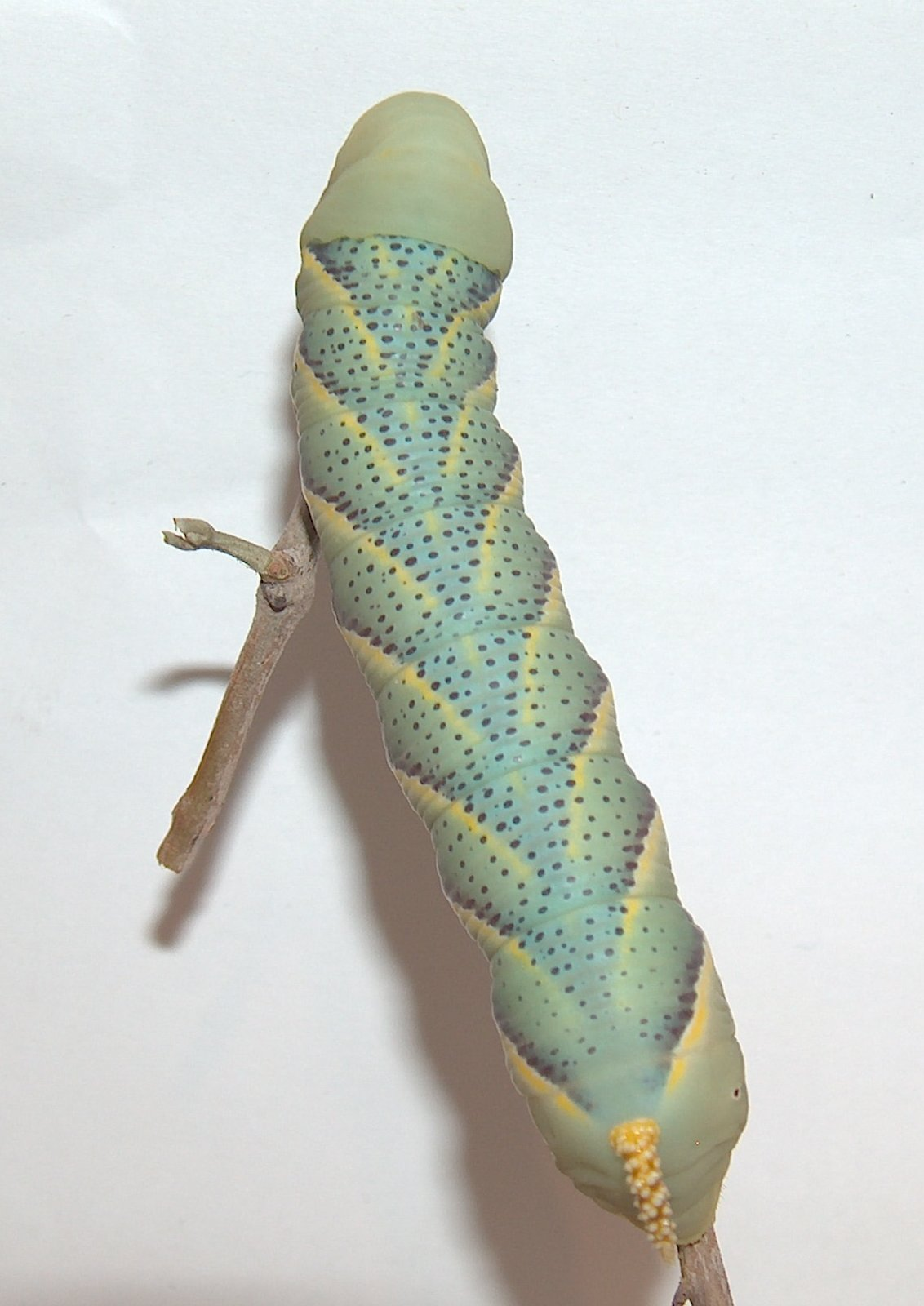
Variante chromatique gris turquoise
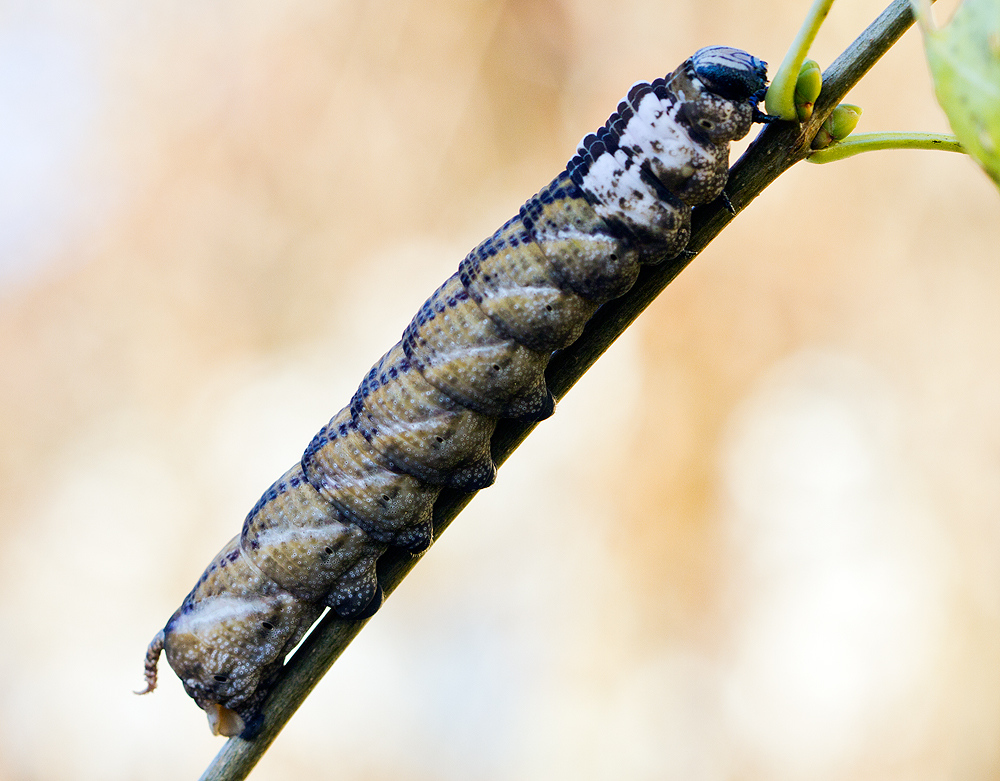
Variante chromatique brune
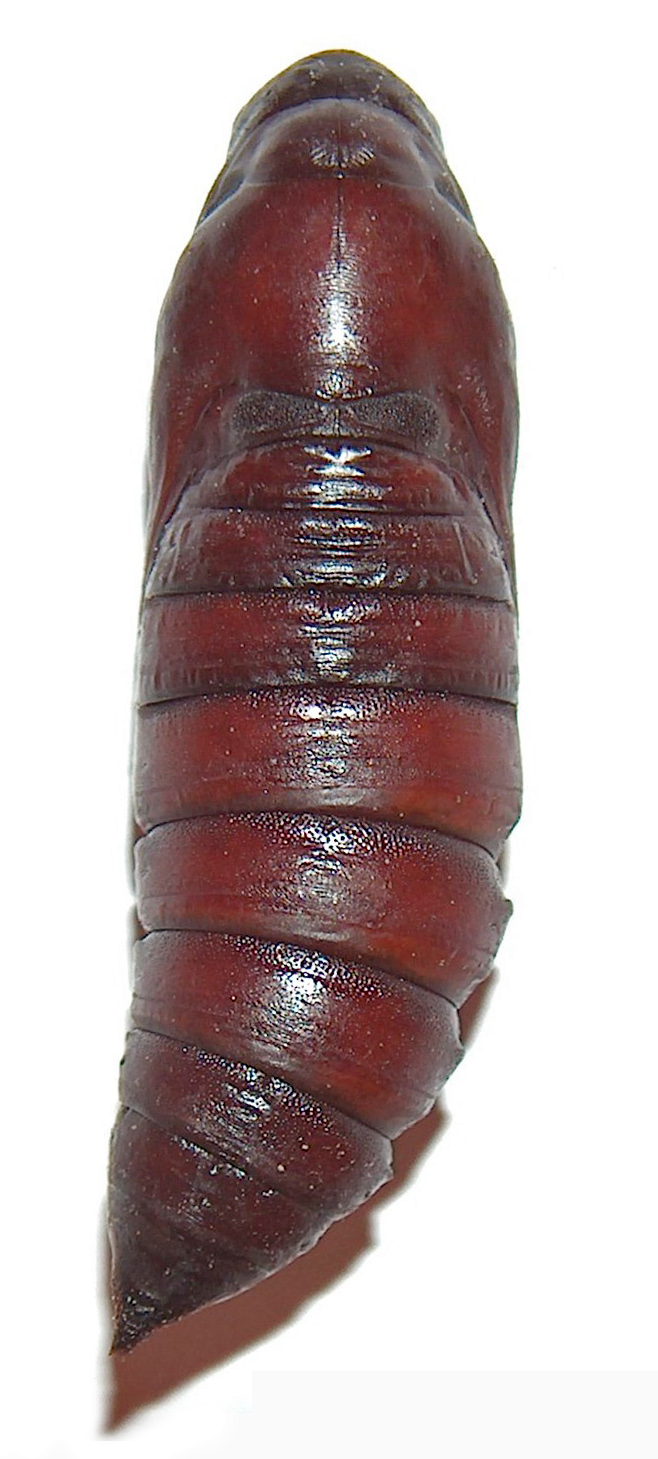
La chrysalide
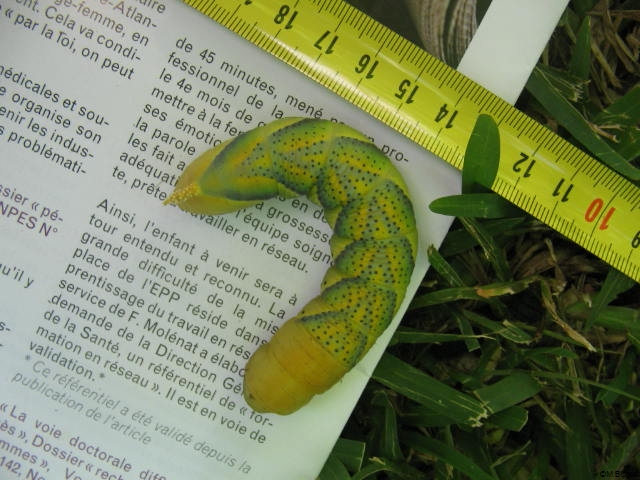
Chenille

## Biologie
Après leur arrivée en juin-juillet, les adultes migrateurs déposent leurs œufs à l'envers des feuilles de la plante choisie. Après vingt jours de croissance[réf. nécessaire], pendant lesquels elle mue quatre fois[réf. nécessaire], la chenille s'enterre, se transforme en chrysalide dans une chambre souterraine et ressort sous la forme d'adulte au bout d'une période variant de vingt jours à deux mois[réf. nécessaire].
Ce papillon, ainsi que plusieurs espèces voisines d'origine asiatique, est capable de produire un cri provenant du pharynx. Lorsqu'il est dérangé, excité ou stressé il produit un son, couinement, ou grincement, grâce à une petite lame située à l'entrée du pharynx de l'adulte et de la chenille. Cette lame vibre lorsque, saisi, l'animal expulse violemment de l'air. Le cri produit ressemble à un couinement de souris et peut être audible jusqu'à une quarantaine de mètres.
Remarque : un autre papillon sud-européen peut émettre des sons, mais pas par le pharynx : l'écaille pudique ou écaille tesselée, (Cymbalophora pudica Esper) : le mâle « cymbalise » en volant : il émet un bruit de crécelle produit par un appareil thoracique.
Le sphinx tête de mort est extrêmement friand de miel. Il détecte les ruches et pénètre à l'intérieur par le trou d'envol. Bien protégé par son pelage et ses écailles, insensible au venin, il est capable, en faisant vrombir ses ailes, de se débarrasser des abeilles qui défendent leur ruche. N'étant que peu inquiété par elles, d'aucuns supposent que le Sphinx tête de mort dispose d'une immunité olfactive vis-à-vis des abeilles. Ayant atteint les rayons de miel, il perce sans difficulté les opercules des alvéoles pleines à l'aide de sa trompe courte et solide. Cependant, gorgé de miel, il lui arrive parfois d'être incapable de ressortir de la ruche et de finir étouffé par une grappe compacte d'abeilles. Le cadavre est alors recouvert de propolis pour éviter la décomposition.
Il butine aussi certaines fleurs, comme les fleurs de jasmin.

### Période de vol
Les imagos volent en Europe en deux générations d'avril à août.
C'est un papillon migrateur sur de longues distances.

### Plantes hôtes
Ses plantes hôtes sont principalement des Solanacées tels que Solanum tuberosum, Solanum dulcamara, Atropa belladonna, Nicotiana, Datura, Lycium, et diverses autres tels que Cannabis, Philadelphus, Nerium, Olea, Ligustrum, une cinquantaine d'espèces.

## Distribution géographique

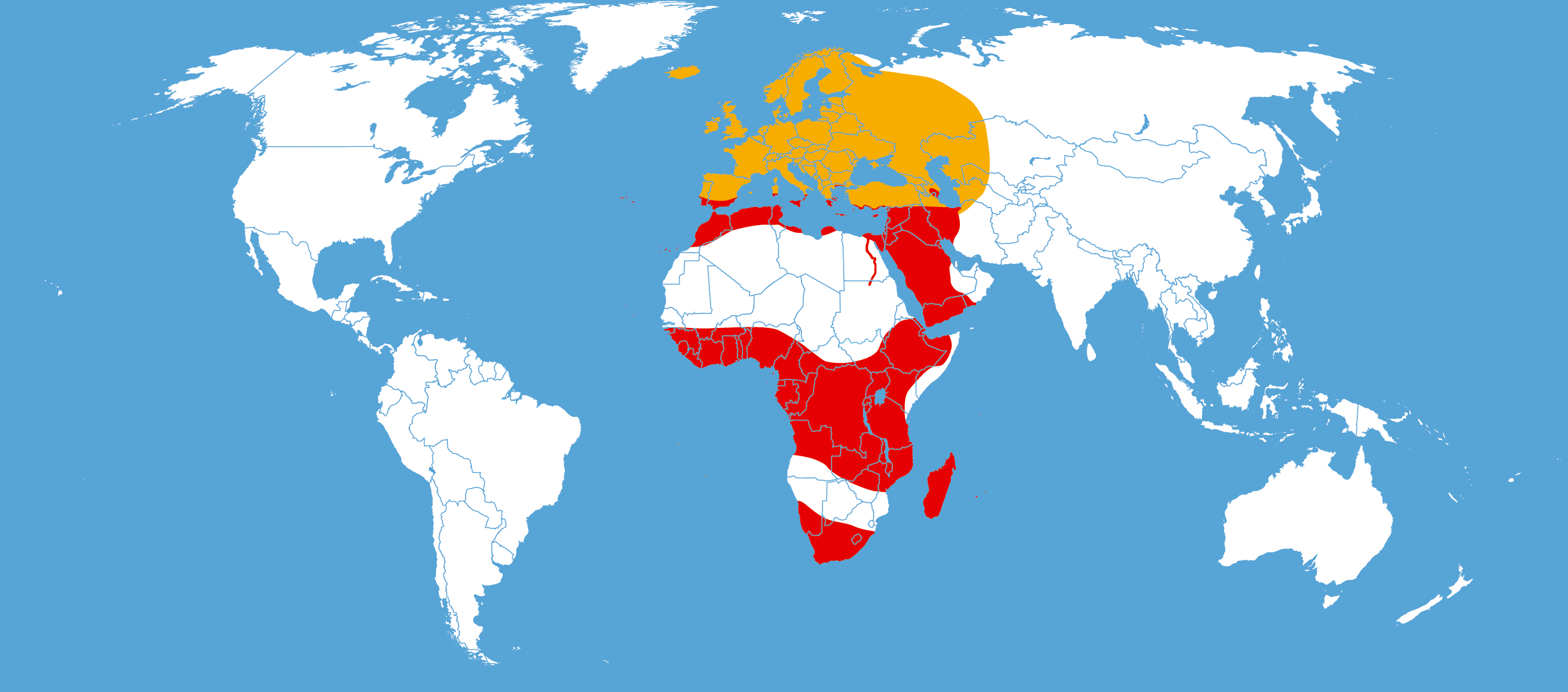
En rouge : Lieu de résidence. En orange : Lieu de migration

Il est résident en Afrique, Asie Mineure et  migrateur en Europe. Cette espèce vit et hiberne dans le sud du bassin méditerranéen et en Afrique et dans une partie de l'Asie. Elle migre au début de l'été en Europe et peut remonter jusqu'au sud de la Scandinavie ou en Islande, mais ce papillon est devenu très rare dans les zones urbanisées ou d'agriculture intensive. En Suisse, il a été observé à plus de 3 000 mètres d'altitude.
Les adultes émergent en septembre-octobre avant de prendre leur envol pour migrer vers le Sud. Cette espèce est présente mais en régression sur l'île de La Réunion. En 2003, pendant la canicule en France, on en trouvait dans des jardins, dans toutes les régions, inadaptés dans leur milieu.
En France métropolitaine, il peut être observé en tant que migrateur dans presque tous les départements.

## Systématique
L'espèce Acherontia atropos a été décrite pour la première fois par le naturaliste suédois Carl von Linné en 1758, sous le nom initial de Sphinx atropos  Le terme Acherontia fait référence à l'Achéron de la mythologie grecque, l'un des fleuves de l'enfer qu'il fallait traverser pour atteindre le séjour des morts. Atropos est le nom d'une des trois Parques, celle chargée de couper le fil de la vie.
Il s'agit de l'espèce type pour le genre Acherontia.

### Synonymie
Plusieurs espèces portent un nom similaire :
- Sphinx atropos Linnaeus, 1758 protonyme
- Acherontia solani Oken, 1815 [10]
- Acherontia sculda Kirby, 1877[11]
- Acherontia atropos conjuncta Tutt, 1904
- Acherontia atropos extensa Tutt, 1904
- Acherontia atropos flavescens Tutt, 1904
- Acherontia atropos imperfecta Tutt, 1904
- Acherontia atropos intermedia Tutt, 1904
- Acherontia atropos obsoleta Tutt, 1904
- Acherontia atropos suffusa Tutt, 1904
- Acherontia atropos variegata Tutt, 1904
- Acherontia atropos virgata Tutt, 1904
- Acherontia atropos violacea Lambillion, 1905
- Acherontia atropos charon Closs, 1910
- Acherontia atropos diluta Closs, 1911
- Acherontia atropos obscurata Closs, 1917
- Acherontia atropos myosotis Schawerda, 1919
- Acherontia atropos confluens Dannehl, 1925
- Acherontia atropos moira Dannehl, 1925
- Acherontia atropos pulverata Cockayne, 1953
- Acherontia atropos radiata Cockayne, 1953
- Acherontia atropos griseofasciata Lempke, 1959

## Noms vernaculaires
Le Sphinx tête de mort se nomme Death's Head Hawk-moth en anglais, Totenkopfschwärmer en allemand et Calavera, Cabeza de Muerto ou Mariposa de la Muerta en espagnol.
Le terme « sphinx » fait référence au fait que la chenille, capable de relever la tête, a alors une posture présentant une faible ressemblance avec celle du sphinx grec ou égyptien.
L'expression « tête de mort » est une allusion directe au dessin porté par la face supérieure du thorax de l'insecte.

## Le Sphinx tête de mort et l'Homme

### Protection
Pas de statut de protection particulier.

### Le Sphinx tête de mort dans la culture
Cette espèce est présente sur l'affiche du film américain Le Silence des agneaux (avec Anthony Hopkins et Jodie Foster), ayant un sens particulier dans l'enquête sur la série de meurtres, de par son lien avec le suspect.
Il apparaît dans le film surréaliste Un chien Andalou de Bunuel, sorti en 1929.
Dans la série de livres A comme Association de Pierre Bottero et Erik L'homme, le personnage de Sphinx est nommé ainsi à cause de sa passion pour ces insectes.
Dans le livre L'effet Papillon de Jussi Adler Olsen, sorti en 2004, il est aussi omniprésent.
Dans le roman Les intermittences de la mort, de José Saramago, il apparaît un peu avant la "lettre rose" envoyée par la poste - par la mort en personne - à ceux qu'elle a choisis.
On le retrouve dans la nouvelle Le Sphinx d'Edgar Allan Poe et dans la nouvelle Le Papillon de la mort de Maurice Renard.
August Strindberg le dramaturge suédois lui consacre un chapitre dans son livre recit autobiographique Inferno.
Le groupe de thrash metal Death Angel a utilisé une version stylisée d'un sphinx à tête de mort pour illustrer la pochette de son album The Evil Divide (2016).
Le Sphinx tête de mort joue aussi un rôle majeur dans le roman Deuils de miel de Franck Thilliez.
Il est cité comme une récompense, une apparition offerte par le comte, désirée être ingérée par R. M. Renfield dans le roman épistolaire Dracula de Bram Stoker.